# Wladimir Awramow
Wladimir Awramow (bulgarisch Владимир Аврамов; engl. Vladimir Avramov; * 3. Dezember 1909 in Sofia; † März 2007) war ein bulgarischer Geiger und Musikpädagoge.

## Leben
Awramow studierte in Deutschland Geige bei Hans Koch und Kammermusik bei Leopold Kramer. Er trat in Bulgarien als Solist und Kammermusiker auf und unterrichtete an der Staatlichen Musikakademie in Sofia. Er leitete dort den Fachbereich Violine, später die Fakultät für Musikinterpretation und wurde schließlich Kanzler der Akademie. Unter anderem war der Geiger Nedjaltscho Todorow sein Schüler. Er wurde mit dem Orden „Stara Planina“ I. Klasse und 1994 mit einem Ehrendoktortitel der Staatlichen Musikakademie ausgezeichnet.

## Quelle
- Sofia New Agency, 22. März 2007: Famous Bulgarian Musician Dies Aged 98

| Personendaten    | Personendaten                                     |
| ---------------- | ------------------------------------------------- |
| NAME             | Awramow, Wladimir                                 |
| ALTERNATIVNAMEN  | Avramov, Vladimir; Аврамов, Владимир (bulgarisch) |
| KURZBESCHREIBUNG | bulgarischer Geiger und Musikpädagoge             |
| GEBURTSDATUM     | 3. Dezember 1909                                  |
| GEBURTSORT       | Sofia                                             |
| STERBEDATUM      | März 2007                                         |